# ペンビナ郡 (ノースダコタ州)
ペンビナ郡（英: Pembina County）は、アメリカ合衆国ノースダコタ州の北東部隅に位置する郡である。2010年国勢調査での人口は7,413人であり、2000年の8,585人から13.7％減少した。郡庁所在地はキャバリエ市（人口1,302人）であり、同郡で人口最大の町でもある。郡内にはキャバリエ空軍基地やアイスランド州立公園がある。

## 歴史
ペンビナ郡となった地域とレッド川沿いには数千年前から様々なインディアン部族が住んでいた。16世紀にヨーロッパ人が接触したとき、支配的な部族はアシニボイン族とラコタ族（あるいはフランス人植民地の呼び方ではスー族）だった。アシニナーベ語族の支族であるオジブウェ族アメリカ人の呼び方ではチッペワ族）が五大湖の両岸に沿って次第に西に移ってきた。彼らはフランス人罠猟師や植民地人との交易が永く続いていた。レッド川流域の全体でフランス人罠猟師はインディアンの女性と結婚しその子孫も狩猟を続けた。このためにかなりの数の混血が増え、カナダではメティスと呼ばれるファーストネーションとして認識されている。18世紀半ばの七年戦争（フレンチ・インディアン戦争）では、チッペワ族とメティスの大勢がイギリスに対抗するフランス軍を支持した。
イギリスがフランスを破りその植民地を支配すると、チッペワ族は新しい交易文化の扱い方を覚えた。交易によって銃を手に入れ、マンダン族やヒダーツァ族から馬の使い方を習ったチッペワ族は18世紀の終わりまでに森林地帯からグレートプレーンズに移動し、その前に立ったラコタ族を西に追い出し始めた。オジブウェ族は米英戦争の時までに、アメリカ合衆国と対決するイギリスと同盟しており、彼らの領土に侵入してくるヨーロッパ系アメリカ人開拓者を押し留められると期待していた。チッペワ族の領土の北はカナダとの国境であり、アメリカ合衆国のダコタ準州内ではアメリカ合衆国と対応する必要があった。19世紀の前半、チッペワ族はレッド川流域でラコタ族との紛争が絶えなかったが、最終的に現在の南北ダコタ州西部領域にラコタ族を押し出した。
カトリック系イエズス会牧師のジョージ・ベルコートがチッペワ族に対する布教を行っており、その領土について次のように記述していた。
チッペワ族はレッド川トレイルと呼ばれた地域、ミネソタ州セントポールとカナダのウィニペグ州の間にある市場に大量の毛皮を運ぶために2輪の牛に曳かせた荷車を用いた。アメリカバイソンの狩猟のときも食料やテントを運ぶために牛車を用いた。
チッペワ族は長年の間にアメリカ合衆国との条約によってその土地の大半を割譲するように仕向けられ、アメリカ合衆国はその土地を開拓者に転売した。チッペワ族は元の領土の中に設定された比較的小さなインディアン居留地に移動することになった。
ペンビナ郡は1867年1月9日にダコタ準州の一部として創設された。当時は現在よりも広大な領域だった。1871年、現在のノースダコタ州東部のカナダからサウスダコタ州との州境に及ぶような領域を含むよう拡張された。1873年から1881年にペンビナ郡領域の中からカス郡やグランドフォークス郡など、11の新しい郡が創設された。1871年にキャバリエ郡の領域が増やされたときに、ペンビナ郡は現在の広さが確定した。
「ペンビナ」という言葉はペンビナ川沿いに大量に自生していた丈の高いツルコケモモの藪を表すチッペワ族の言葉から来ていた。州内最古のヨーロッパ系アメリカ人開拓地であるペンビナ市が1867年から1911年まで郡庁所在地であり、その後はキャバリエ市に移されて現在に至っている。
現在のノースダコタ州では最初のアイスランド人開拓地が1870年代後半に郡内に設立された。移民の多くはウィニペグ湖に近いニューアイスランドから来ており、他にウィスコンシン州のコロニーから地域に入ってきたアイスランド人もいた。新しい開拓者は、アクラ、ボーリュー、ガーダーおよびシングワラのいわゆる「アイスランド郡区」に住んだ。ノースダコタ州歴史協会に拠れば、1900年代初期のその地域には、アイスランド人ではない家族は3軒ないし4軒足らずが住んでいるだけだった。この名残はアイスランド起源の町や都市の名前に見て取ることができる。アクラはレイキャヴィークに近いアクラネースの町に因んでいる。ガーダーはアイスランドを最初に訪れたスカンディナヴィア人だとされるガーダー・スババーソンに因んで名付けられた。ハルソンは初期開拓者のヨハン・P・ハルソンに因むものである。
アクラにあるアイスランド州立公園はこの初期開拓者の形跡を示す証拠を保存するために設立された。

## 地理
アメリカ合衆国国勢調査局に拠れば、郡域全面積は1,122平方マイル (2,905 km2)であり、このうち陸地は1,119平方マイル (2,898 km2)、水域は3平方マイル (8 km2)で水域率は0.27％である。ノースダコタ州で最も標高の低い地点が郡内ペンビナ郡区のレッド川沿いにあり、レッド川はそこで州を出てマニトバ州に入っている。

### 主要高規格道路
| - 州間高速道路29号線 - アメリカ国道81号線 - ノースダコタ州道5号線 - ノースダコタ州道18号線 | - ノースダコタ州道32号線 - ノースダコタ州道44号線 - ノースダコタ州道66号線 - ノースダコタ州道89号線 |

### 隣接する郡
- カナダ、マニトバ州スタンレー - 北
- カナダ、マニトバ州ラインランド - 北
- カナダ、マニトバ州グレトナ - 北
- カナダ、マニトバ州モントカーム - 北
- カナダ、マニトバ州エマーソン - 北
- キットソン郡 (ミネソタ州) - 東
- ウォルシュ郡 - 南
- キャバリエ郡 - 西

## 人口動態
以下は2000年の国勢調査による人口統計データである。
| 基礎データ - 人口: 8,585人 - 世帯数: 3,535 世帯 - 家族数: 2,364 家族 - 人口密度: 3人/km2（8人/mi2） - 住居数: 4,115軒 - 住居密度: 1軒/km2（4軒/mi2） 人種別人口構成 - 白人: 95%以上 - アフリカン・アメリカン: 0.45% - ネイティブ・アメリカン: 1.43% - アフリカン・アメリカンとアジア人: 1%未満 - その他の人種: 1.27% - 混血: 1.44% - ヒスパニック・ラテン系: 3%強 先祖による構成 - ノルウェー系：25.0％ - ドイツ系：24.0％ - アイスランド系：7.9％ - フランス系：7.9％ - イギリス系：6.6％ 年齢別人口構成 - 18歳未満: 24.9% - 18-24歳: 6.2% - 25-44歳: 24.6% - 45-64歳: 24.8% - 65歳以上: 19.5% - 年齢の中央値:42歳 - 性比（女性100人あたり男性の人口） - 総人口: 100.6 - 18歳以上: 100.2 | 世帯と家族（対世帯数） - 18歳未満の子供がいる: 29.8% - 結婚・同居している夫婦: 58.2% - 未婚・離婚・死別女性が世帯主: 5.3% - 非家族世帯: 33.1% - 単身世帯: 30.5% - 65歳以上の老人1人暮らし: 15.7% - 平均構成人数 - 世帯: 2.38人 - 家族: 2.98人 収入と家計 - 収入の中央値 - 世帯: 36,430米ドル - 家族: 45,338米ドル - 性別 - 男性: 30,400米ドル - 女性: 21,340米ドル - 人口1人あたり収入: 18,692米ドル - 貧困線以下 - 対人口: 9.2% - 対家族数: 7.4% - 18歳未満: 10.7% - 65歳以上: 9.9% |

## 都市と町

### 都市
- バスゲイト
- キャントンシティ
- キャバリエ - 郡庁所在地
- クリスタル
- ドレイトン
- ハミルトン
- マウンテン
- ニーチェ
- ペンビナ
- セントトマス
- ワルハラ

注: ノースダコタ州の法人化された自治体は、その大きさに拠らず全て「市」になる

### その他の町
- バックー
- グラストン
- ジョリエット
- ピッツバーグ

### インディアン居留地
- チッペワ族タートルマウンテン・バンド
- チッペワ族ペンビナ・バンド

### 郡区
| - アドバンス - アクラ - バスゲイト - ボーリュー - カーライル - キャバリエ - コンクリート - クリスタル - ドレイトン | - エロラ - フェルソン - ガーダー - ハミルトン - ジョリエット - ラムーア - リンカーン - ロデマ - ミッドランド | - ニーチェ - パーク - ペンビナ - セントジョセフ - セントトマス - シングバラ - ワルハラ |